# Triumphkreuz im Lübecker Dom

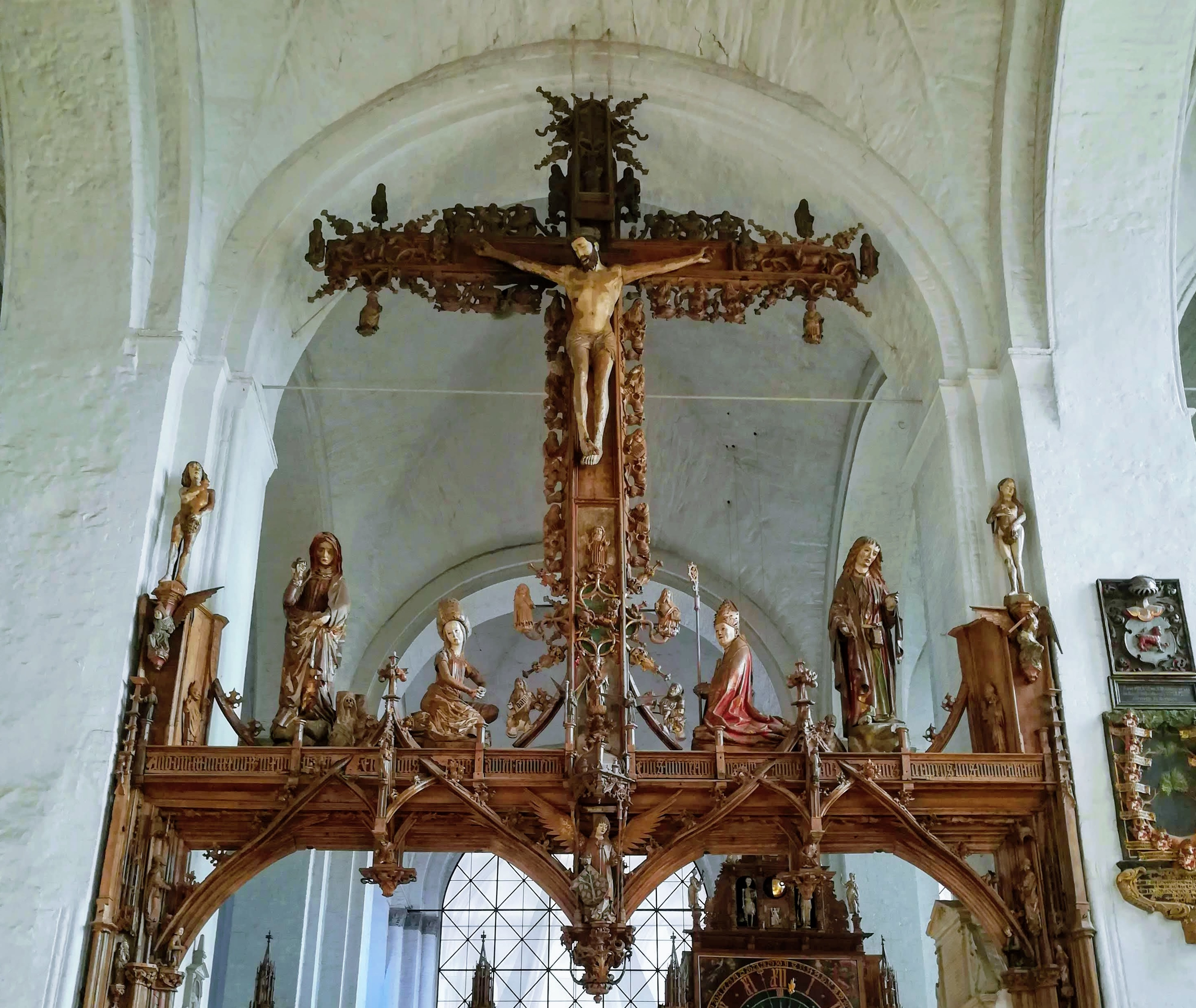
Triumphkreuz

Das Triumphkreuz des Bernt Notke ist heute die beherrschende spätmittelalterliche Plastik im Lübecker Dom.

## Triumphkreuz
Im Lübecker Dom befindet sich das auffallende, das Hauptschiff beherrschende, 17 Meter hohe Triumphkreuz des Lübecker Künstlers Bernt Notke. Es wurde von dem Lübecker Bischof Albert II. Krummendiek aus eigenen, aber geliehenen Mitteln gestiftet und 1477 im Kirchenschiff aufgerichtet. Die Kosten betrugen 2.000 Mark lübisch. Krummendiek ist unter den Skulpturen auf dem Triumphkreuz als Stifter mit dargestellt. Die Maria Magdalena soll der Sage nach sein Kebsweib, also seine Geliebte darstellen. Seine Privatfinanzen erholten sich von dieser großzügigen Stiftung zeitlebens nicht. Auch bei diesem zentralen Kunstwerk gelang die kunsthistorische Zuordnung zu Künstler und Werkstatt erst im 20. Jahrhundert. Der Prediger Heinrich Christian Zietz bemerkt um 1820 in seiner Darstellung nur knapp: „Vor dem Chore schwebt auf einem Queerbalken ein großes, kraus verziertes Kreuz von Holz, mit mehreren knienden und stehenden Figuren. Der Bischof Albert von Crumedyk, ließ es 1477 dahin setzen, er starb 1489. Er verewigte dadurch sein Bildniß, nebst einer Magdalena, unter welcher Gestalt, der Sage nach, seine Beischläferin dargestellt ist; viel Fleiß in der Ausführung wurde daran von dem Künstler bewiesen.“ Diese Einordnung des Notke’schen Werks als Fleißarbeit wandelt sich im Laufe des 19. Jahrhunderts anschaulich und der kirchenkritische Kunsthistoriker Grautoff bemerkt: „Das bedeutendste Denkmal dieser Zeit ist das im Jahre 1477 von Bischof Albert Crummedyk gestiftete Triumphkreuz im Dom, das vorzüglichste Zeugnis von dem durchgebildeten Können der Lübecker Künstler, das leider 1894 durch ungeschickte Restauration wie manche andere Kunstdenkmäler des Doms sehr verdorben ist.“ Das Triumphkreuz wurde beim Dombrand nach dem Luftangriff auf Lübeck 1942 schwer beschädigt und infolgedessen in den 1970er Jahren fachgerecht saniert. In einem Finger fand man dabei einen Werkstattzettel Bernt Notkes.

Ansichten
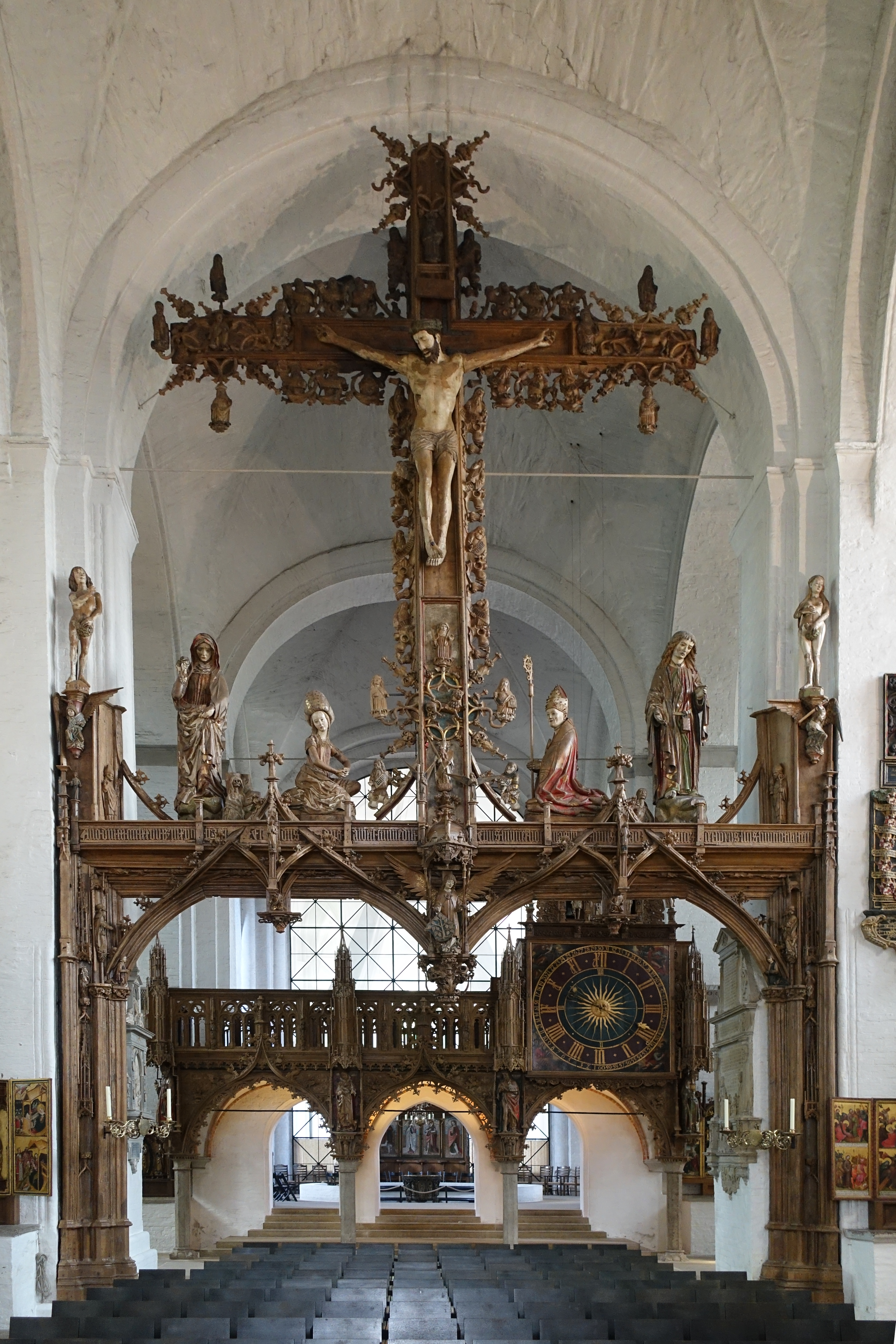
Gesamtansicht mit Unterbau
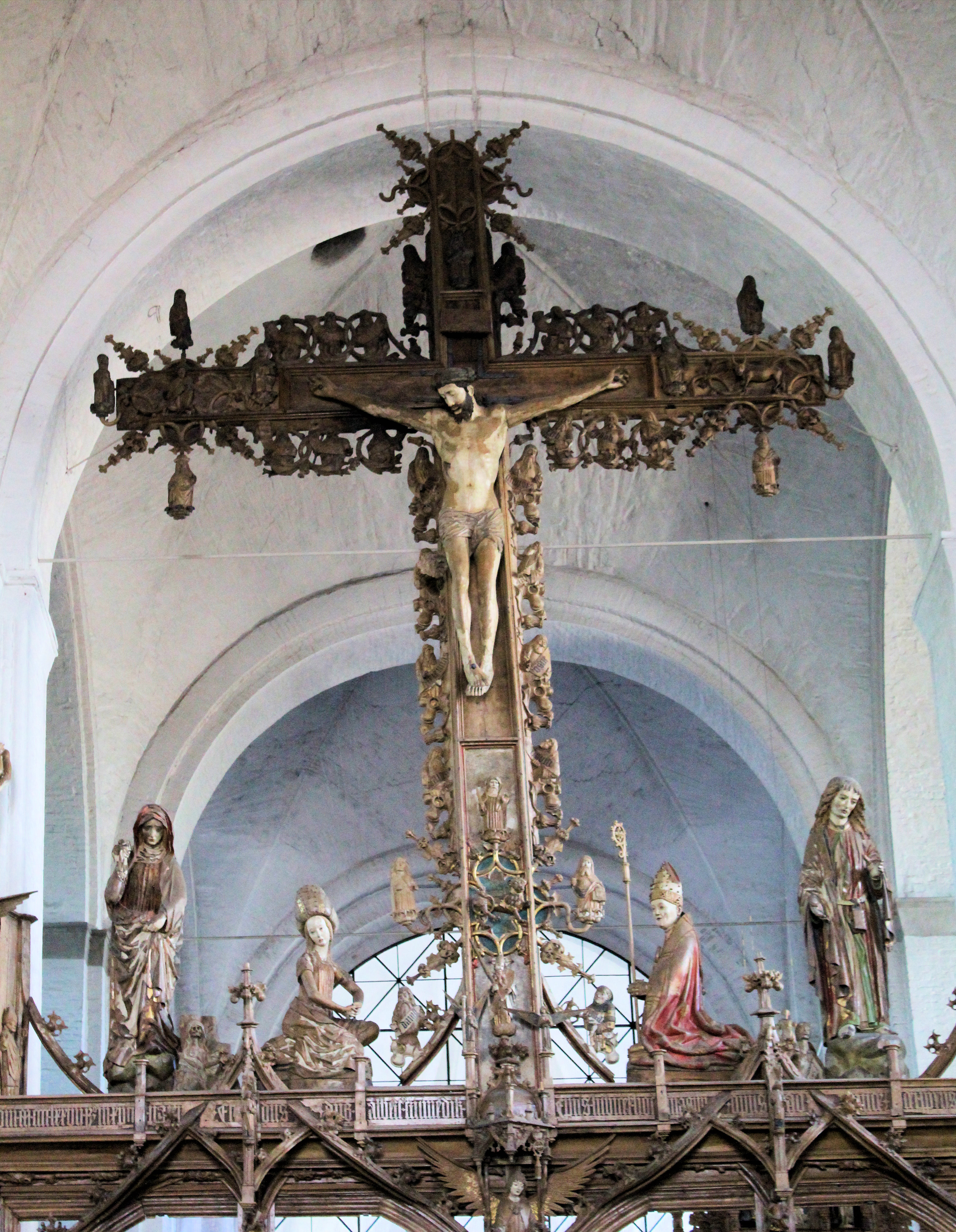
Zentrale Figurengruppe
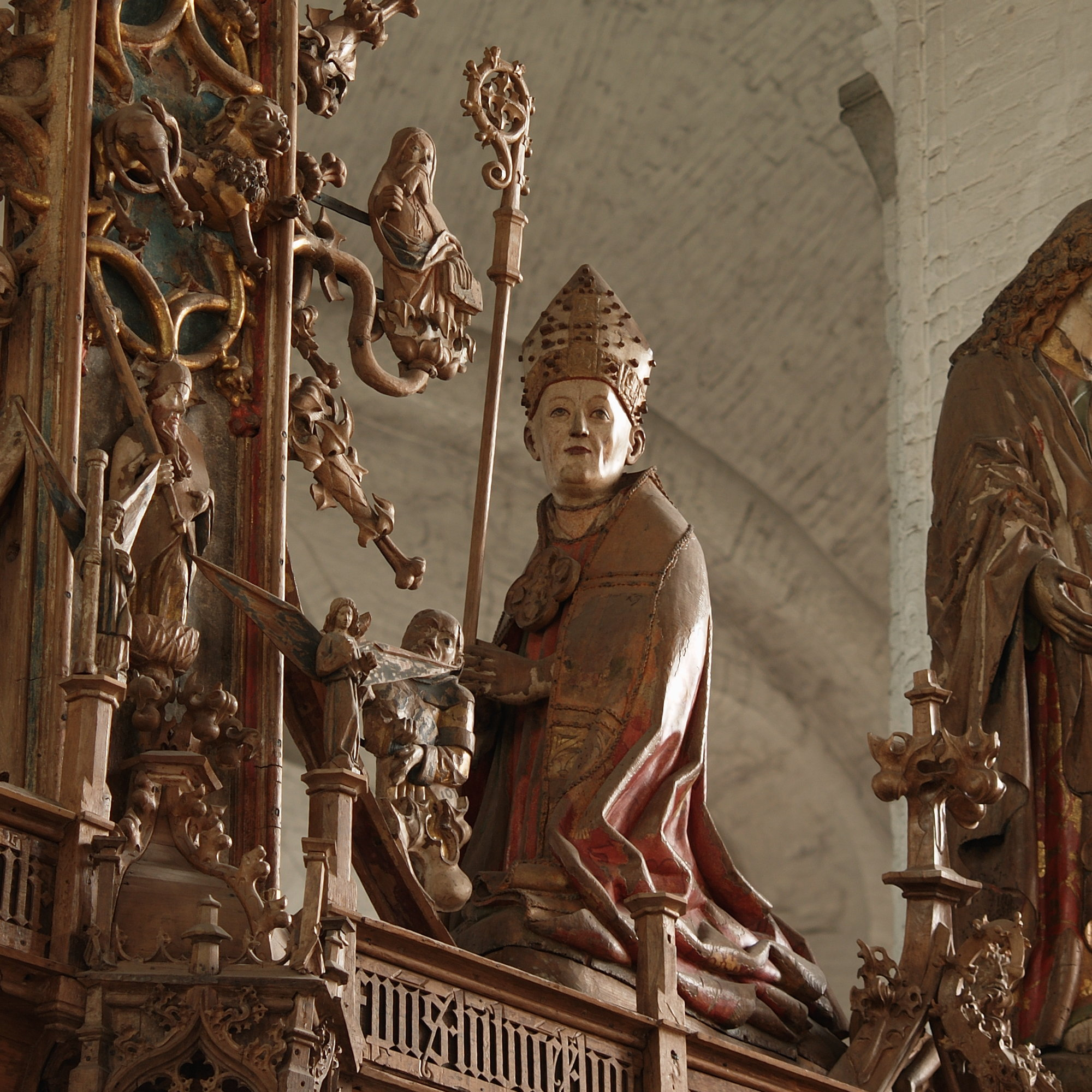
Der Stifter, Bischof Albert II. Krummendiek
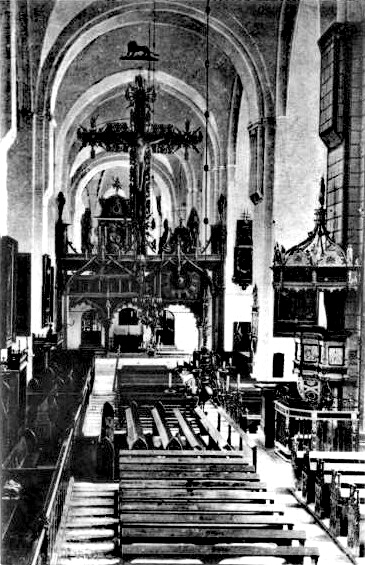
Wirkung vor 1943